# Межурєчьє
Межурєчьє (рос. Межуречье) — присілок Бокситогорського району Ленінградської області Росії. Входить до складу Борського сільського поселення.
Населення — 8 осіб (2012 рік). 